# Fresh Cream
| Recensione                        | Giudizio      |
| --------------------------------- | ------------- |
| AllMusic                          | [ 3 ]         |
| The New Rolling Stone Album Guide | [ 4 ]         |
| Sputnikmusic                      | 5.0 (Classic) |
| Piero Scaruffi                    | [ 6 ]         |
| Uncut                             | [ 7 ]         |
| Dizionario del Pop-Rock           | [ 8 ]         |
| 24.000 dischi                     | [ 9 ]         |

Fresh Cream è il primo album del gruppo rock britannico Cream, pubblicato nel Regno Unito nel dicembre del 1966 dalla Reaction Records; negli Stati Uniti l'album fu pubblicato nel gennaio del 1967 dalla Atco Records, con il brano I Feel Free al posto di Spoonful; nel 1997 la Polydor Records pubblicò l'album su CD, comprendente tutti i brani originali.
Nel 2012 l'album è stato posto al n. 102 dalla rivista Rolling Stone nella sua classifica dei 500 album più belli di tutti i tempi.

## Tracce
LP pubblicato nel 1966 nel Regno Unito dalla Reaction Records
Lato A
1. N.S.U. (Jack Bruce)
2. Sleepy Time Time (Jack Bruce, Janet Godfrey)
3. Dreaming (Jack Bruce)
4. Sweet Wine (Janet Godfrey, Peter Baker)
5. Spoonful (Willie Dixon)

Lato B
1. Cat's Squirrel (Tradizionale; arrangiamento di S. Splurge)
2. Four Until Late (Robert Johnson)
3. Rollin' and Tumblin' (Muddy Waters)
4. I'm So Glad (Skip James)
5. Toad (Peter Baker)

LP pubblicato nel 1967 negli Stati Uniti dalla Atco Records (codice: LP/SD 33-206)
Lato A
1. I Feel Free – 2:48 (Jack Bruce, Pete Brown)
2. N.S.U. – 2:42 (Jack Bruce)
3. Sleepy Time Time – 4:18 (Jack Bruce, Janet Godfrey)
4. Dreaming – 1:57 (Jack Bruce)
5. Sweet Wine – 3:16 (Janet Godfrey, Ginger Baker)

Lato B
1. Cat's Squirrel – 2:59 (Tradizionale; arrangiamento di S. Splurge (Cream))
2. Four Until Late – 2:06 (Robert Johnson)
3. Rollin' and Tumblin' – 4:42 (Muddy Waters)
4. I'm So Glad – 3:56 (Skip James)
5. Toad – 5:09 (Ginger Baker)

Edizione CD del 1997, pubblicato dalla Polydor Records (531 810-2)
1. I Feel Free – 2:51 (Jack Bruce, Pete Brown)
2. N.S.U. – 2:43 (Jack Bruce)
3. Sleepy Time Time – 4:20 (Janet Godfrey, Jack Bruce)
4. Dreaming – 1:58 (Jack Bruce)
5. Sweet Wine – 3:17 (Janet Godfrey, Ginger Baker)
6. Spoonful – 6:30 (Willie Dixon)
7. Cat's Squirrel – 3:04 (Tradizionale; arrangiamento di S. Splurge (Cream))
8. Four Until Late – 2:07 (Robert Johnson; arrangiamento di Eric Clapton)
9. Rollin' and Tumblin' – 4:42 (Muddy Waters)
10. I'm So Glad – 3:58 (Skip James)
11. Toad – 5:09 (Ginger Baker)

## Formazione
- Eric Clapton - chitarra, voce
- Jack Bruce - basso, armonica, voce
- Ginger Baker - batteria, voce

Note aggiuntive
- Robert Stigwood - produttore (Robert Stigwood Organisation, London)
- Registrazioni effettuate nel luglio - settembre 1966 al Chalk Farm Studios ed al Mayfair Studios di Londra (Inghilterra)
- John Timperly - ingegnere delle registrazioni
- Remasterizzazione digitale di Joseph M. Palmaccio al PolyGram Studios
- Paragon Publicity e Public Relations Ltd. (London) - design copertina
- Star Flie - fotografie
- La versione britannica di Fresh Cream, pubblicata nel dicembre 1966, include Spoonful ma assente del brano I Feel Free
- La versione statunitense di Fresh Cream, pubblicata nel gennaio 1967, include I Feel Free ma omette Spoonful[11]